# Giorgio Ansoldi
Giorgio Ansoldi (* 20. Dezember 1913 in Cagliari; † 20. Dezember 1999 in Rom) war ein italienischer Filmschaffender.

## Leben
Ansoldi war als Leiter der beiden Filmtechnikfirmen Fotovox und Fonostampa tätig und war gelegentlich in verschiedenen Funktionen von 1937 bis 1952 an Spielfilmen beteiligt. So schrieb er einige Drehbücher und führte bei zwei Filmen Ko-Regie. 1952 schließlich entstand La muta di Portici unter seiner alleinigen Spielleitung. Danach konzentrierte er sich auf eine Beratungstätigkeit für Technostampa, die er bis kurz vor seinem Tode ausführte.

## Filmografie
- 1941: Idillio a Budapest
- 1950: Vendetta, die Rache des Bruders (Il capitano nero)
- 1952: Die Stumme von Portici (La muta di Portici)